# Psorodonotus specularis
Psorodonotus specularis is een rechtvleugelig insect uit de familie sabelsprinkhanen (Tettigoniidae). De wetenschappelijke naam van deze soort is voor het eerst geldig gepubliceerd in 1839 door Fischer von Waldheim.